# Kuthali, Chikodi
Kuthali là một làng thuộc tehsil Chikodi, huyện Belgaum, bang Karnataka, Ấn Độ.